# Debre Merqorewos
Debre Merqorewos là một tu viện ở vùng Debub của Eritrea. Nó được thành lập trong cùng khoảng thời gian với tu viện Debre Mariam. Trong số các truyền thống đáng chú ý của tu viện là tính lâu đời và sự liên kết của nó với Nhà của Ewostatewos. Nó duy trì việc bảo vệ khu đát nằm trong khuôn viên của tu viện cho đến khi chúng được Derg quốc hữu hóa trong Chiến tranh Độc lập Eritrea.